# Steve Swell

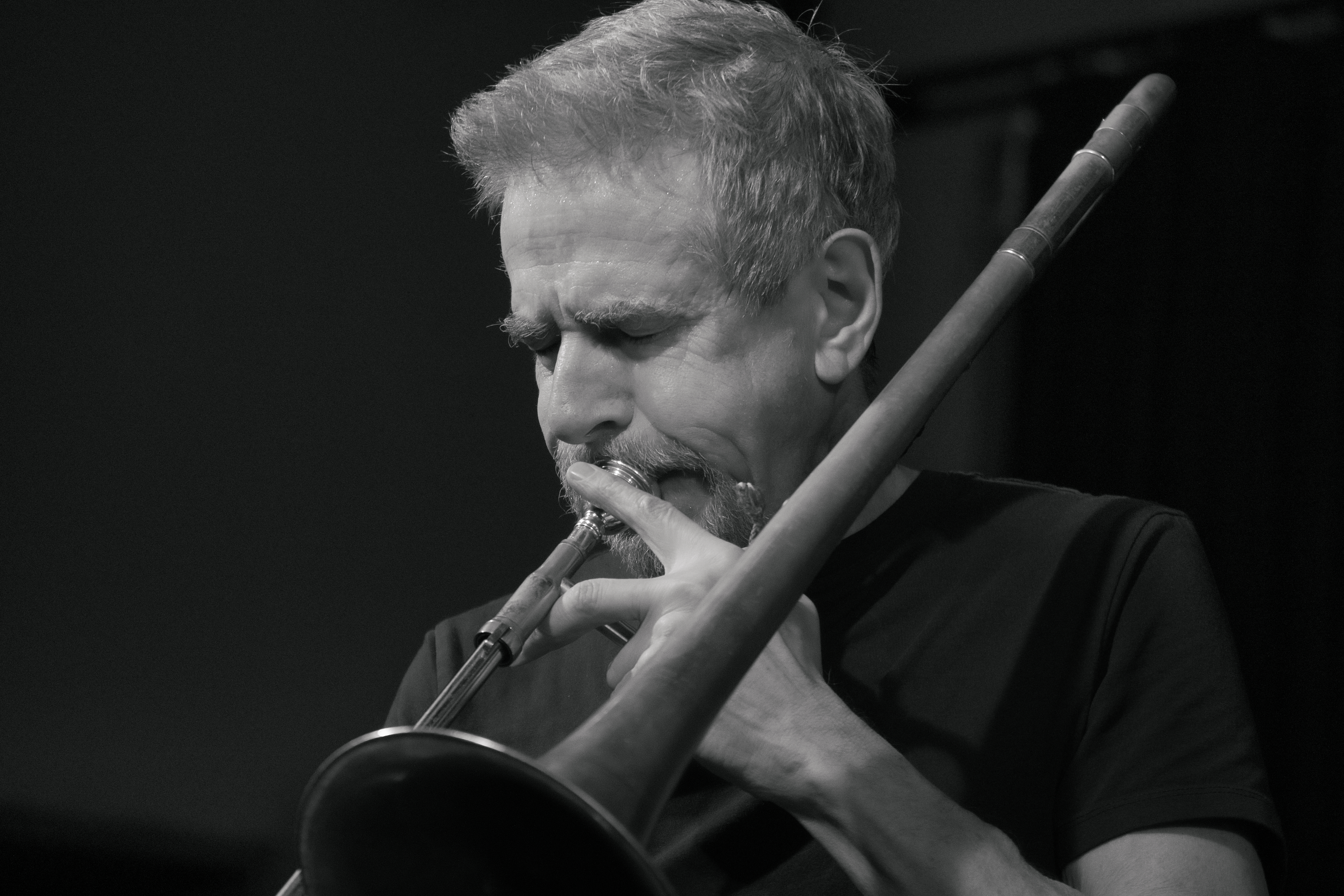
Steve Swell (mit Motusneu im Club W71, 2024)

Steve Swell (* 6. Dezember 1954 in Newark/New Jersey) ist ein US-amerikanischer Posaunist des Creative Jazz.

## Leben und Wirken
Swell spielte ab dem zehnten Lebensjahr Posaune. Er studierte ab 1973 am Jersey City State College und war Schüler von Roswell Rudd. 1975 kam er nach New York, wo er zunächst mit Musikern wie Lionel Hampton und Buddy Rich, Anthony Braxton und Jemeel Moondoc arbeitete. 
Anfang der 1980er Jahre trat er häufig in Broadway-Shows auf. Er spielte in den Bands von Buddy Rich und Lionel Hampton. Bekannt wurde er 1985 durch ein Konzert mit Makanda Ken McIntyre in der Carnegie Hall. Anfang der 1990er Jahre tourte er mit Tim Bernes Gruppe Caos Totale und arbeitete mit Joey Barons Band Barondown und Phillip Johnstons Big Trouble. Außerdem war er Mitglied des The Little Huey Creative Music Orchestra, von Lou Grassis PoBand, von Cecil Taylors Orchestra Humane und Jemeel Moondocs Jus Grew Orchestra (Live at the Vision Festival). Weiterhin arbeitete er mit Patrick Brennan, Bill Dixon (17 Musicians in Search of a Sound: Darfur, 2008), Ken Vandermark Resonance Ensemble (Double Arc, 2015), Butch Morris, John Zorn, Elliott Sharp, Taylor Ho Bynum (Enter the Plustet, 2016), Bobby Zankel (Celebrating William Parker at 65, 2017), Perry Robinson und Jason Kao Hwang (Blood, 2018).
1996 erschien sein erstes Album – Observations, eingespielt im Duo mit Chris Kelsey – als Bandleader auf dem CIMP Label, dem zahlreiche weitere als Leader oder Co-Leader folgten. Er arbeitete mit den Bands The Implicate Order, The Transcendentalists, Particle Data Group und David Haneys Primitive Arkestra (Dolphy’s Hat, 2014) sowie einer Reihe von eigenen Trio- und Quartettformationen. Regelmäßige musikalische Partner sind Ken Filiano, William Parker (Universal Tonality) und Lou Grassi. 2002 gründete er ein Trio mit dem Bassisten Tom Abbs und dem Schlagzeuger Geoff Mann, das mit Ursel Schlicht zum Quartett erweitert wurde. Mit Biggi Vinkeloe und Harris Eisenstadt bildete er das Trio The Diplomats. Mit Gebhard Ullmann, Fred Lonberg-Holm und Michael Zerang bildete er Ullmann/Swell´s Chicago Plan. 2024 ging er mit dem Trio Motusneu (Bruno Angeloni, Stephan Deller und Steffen Roth) auf Tournee und spielte ein gemeinsames Album für Boomslang Records ein.

## Diskographische Hinweise

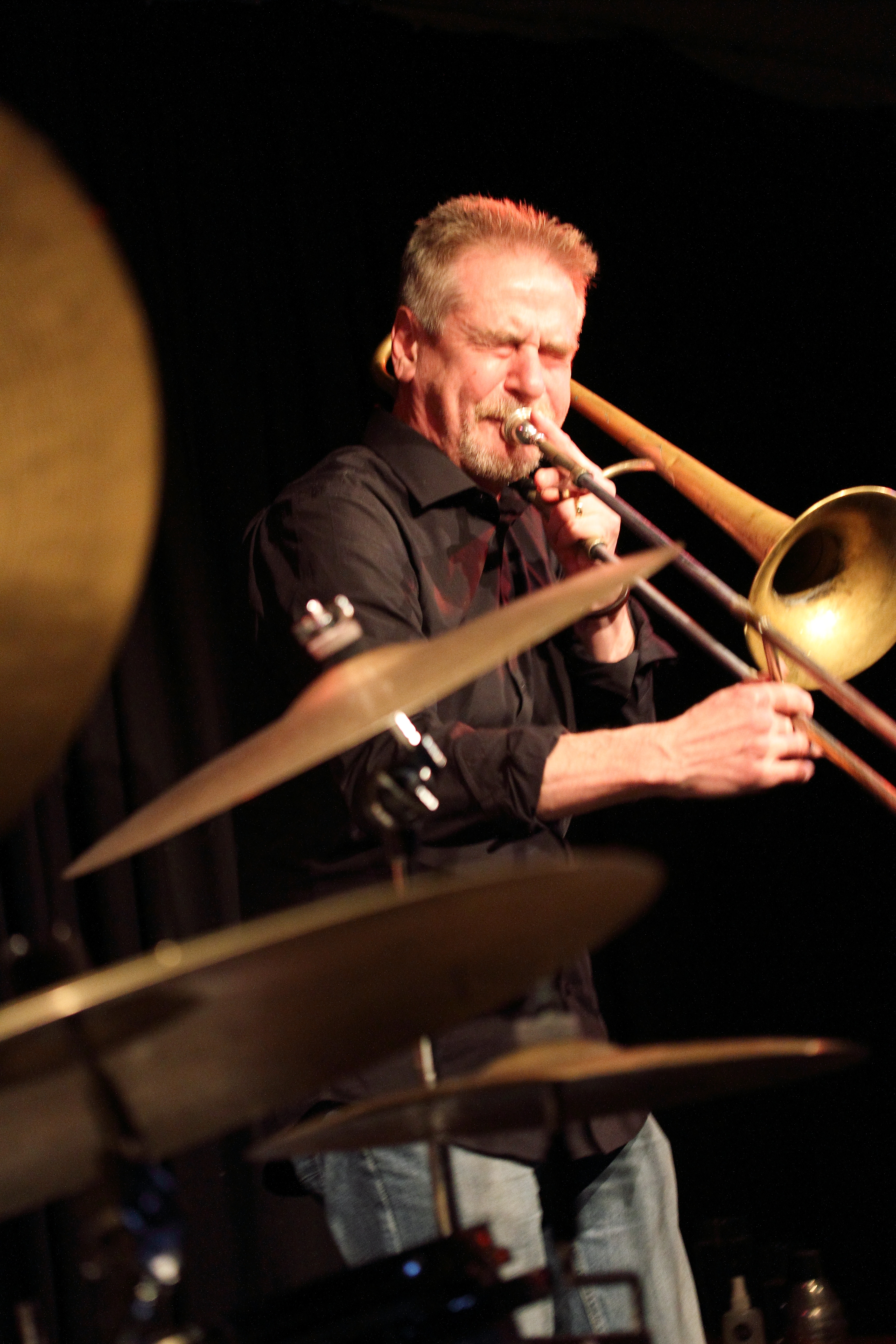
Steve Swell im Konzert mit Peter Brötzmann und Paal Nilssen-Love, 2016

- Observations mit Chris Kelsey, 1996
- Out and About mit Ken Filiano, Lou Grassi, Roswell Rudd, 1996
- Moons of Jupiter mit Dominic Duval, Jay Rosen, Mark Whitecage, 1997
- Atmospheels mit Will Connell junior, Lou Grassi, 1998
- Presents Particle Data Group mit Bruce Eisenbeil, Gregg Bendian, 2000
- This Now! mit Matt Lavelle, Jemeel Moondoc, Cooper-Moore, Wilber Morris, Kevin Norton, 2001
- Invisible Cities mit Perry Robinson, 2002
- Steve Swell's Suite for Players, Listeners and Other Dreamers mit Charles Burnham, Roy Campbell, Will Connell, Kevin Norton, 2003
- Still in Movement mit Tom Abbs, Geoff Mann, 2003
- Slammin' the Infinite mit Matthew Heyner, Klaus Kugel, Sabir Mateen, 2003
- Live at the Bowery Poetry Club, 2006
- Steve Swell, Gebhard Ullmann, Hilliard Greene, Barry Altschul News? No News! (Jazzwerkstatt, 2010)
- Steve Swell's Slammin' the Infinite: 5000 Poems (Not Two, 2011)
- Dave Burrell / Steve Swell: Turning Point (2014)
- Hommage à Bartók (Silkheart, 2016)
- Yoni Kretzmer: Five, (2016)
- The Loneliness of the Long Distance Improviser (Swell Records, 2016)
- Dragonfly Breath III: Live at the Stone: Megaloprepus Caerulatus (2016), Paul Flaherty, C. Spenser Yeh. Weasel Walter
- Music for Six Musicians: Hommage à Olivier Messiaen (Silkheart Records, 2018), mit Rob Brown, Jason Kao Hwang, Tomas Ulrich, Jim Pugliese, Robert Boston
- Gebhard Ullmann Basement Research: Impromptus and Other Short Works (WhyPlayJazz, 2019)
- Steve Swell / Robert Boston / Michael Vatcher: Brain in a Dish, 2019
- The Center Will Hold featuring Andrew Cyrille (Not Two Records, 2020)
- Astonishments (RogueArt, 2021), mit Jemeel Moondoc, Dave Burrell, William Parker, Gerald Cleaver, Leena Conquest
- Gebhard Ullmann / Steve Swell / Hilliard Greene / Barry Altschul: We’re Playing in Here? (2022)
- The Chicago Plan (Swell / Gebhard Ullmann / Fred Lonberg-Holm / Michael Zerang): For New Zealand (Not Two, 2023)
- Steve Swell / Mark Tokar / Klaus Kugel: For the People of the Open Heart (Fundacja Słuchaj, 2023)
- Dances with Questions (2023)
- Rob Brown: Oblongata (2023)
- Matthew Shipp & Steve Swell: Space Cube Jazz (RogueArt, 2024)
- Steve Hirsh, Steve Swell, Jim Clouse & William Parker: Out on a Limb (2024)